# Калабрийски Апенини
Калабрийските Апенини (на италиански: Appennino Calabro) се явяват най-южната част от Апенинските планини в Италия, разположени в областта Калабрия, на полуостров Калабрия.
Простират се на протежение 200 km от север на юг и максимална ширина до 100 km. На север грабеновидната долинат на река Крати (влива се в залива Таранто на Йонийско море) ги отделя от Луканските Апенини, а на юг завършват на носа на „ботуша“ при град Реджо ди Калабрия. Състоят се от два обособени масива, разделени от понижение (седловина) в района на град Катандзаро. Северният масив носи името Ла Сила и е с максимална височина връх Боте Донато (1929 m), а южния Сицилиански Апенини (според някои източници е отделна част от Калабрейските Апенини) с връх Монталто (1956 m). Западните и източните им склонове обърнати съответно към Тиренско и Йонийско море са къси и стръмни. Изградени са предимно от варовикови скали със силно развити карстови форми. От Калабрийските Апенини водят началото си множество предимно къси реки. На запад към Тиренско море текат реките Савуто, Мезима и др., а на изток към Йонийско море – Крато, Трионто, Нето, Тачина, Кораче и др. Склоновете им на височина до 1000 – 1500 m са обрасли със средиземноморски гори и храсти, а нагоре са покрити с дъбови и кестенови гори. В южното подножие на масива Ла Сила е разположен град Катандзаро, административен център на областта Калабрия.